# Deuteraphorura acicindelis
Deuteraphorura acicindelis är en urinsektsart som först beskrevs av John Tenison Salmon 1958.  Deuteraphorura acicindelis ingår i släktet Deuteraphorura och familjen blekhoppstjärtar. Inga underarter finns listade i Catalogue of Life.